# Hemituerta argentifascia
Hemituerta argentifascia là một loài bướm đêm trong họ Noctuidae.